# Blue Heat – Einsame Zeit für Helden
Blue Heat – Einsame Zeit für Helden (Originaltitel: The Last of the Finest, Alternativtitel: Blue Heat, Street Legal) ist ein US-amerikanischer Actionfilm aus dem Jahr 1990. Die Regie führte John Mackenzie, das Drehbuch schrieben George Armitage, Jere Cunningham und Thomas Lee Wright. Die Hauptrollen spielten Brian Dennehy, Joe Pantoliano, Jeff Fahey und Bill Paxton.

## Handlung
Der als Workaholic geltende Frank Daly führt eine Spezialeinheit des Drogendezernats der Polizei von Los Angeles an. Seine Einheit ermittelt gegen Anthony Reece und seine Organisation wegen Drogengeschäften und Geldwäsche. Als bei einem Einsatz zwei Polizeibeamte sterben, ein Fleischereibetrieb teilweise in Flammen aufgeht und die Verdächtigen entkommen können, werden die Polizisten suspendiert.
Vier der Polizisten reichen daraufhin ihre Kündigung ein und ermitteln auf eigene Faust weiter, um herauszufinden, dass eine Regierungsbehörde in die Drogengeschäfte verwickelt ist. Mit dem Geld werden Waffenlieferungen nach Mittelamerika finanziert.
Bei einer Verfolgungsjagd wird ihr Partner Howard Jones von dem verfolgten Gangster in einer dunklen Parkanlage mit einer Eisenstange tödlich verwundet und erliegt seinen Verletzungen.
Die Ex-Polizisten bringen in Erfahrung, dass eine große Menge gewaschenen Geldes am Pier den Besitzer wechseln soll. Ihnen gelingt es das Geld in ihren Besitz zu bringen, und die Drogenhändler um 22,5 Millionen US-Dollar zu erleichtern. Da es sich um nicht registrierte Scheine handelt, ist die Versuchung groß, das Geld nicht der Polizei auszuhändigen, zumal die vier ihren aktiven Polizeidienst quittiert haben. Um Zeit zu gewinnen und sich zu entscheiden, wie mit dem unerwarteten Reichtum umgegangen werden soll, wird das Geld in einer Kloake versteckt, die die Männer für die Kinder ihres Viertels beim Bau eines Baseball-Stadions ausgehoben haben.
Als ein unbekannter Täter die Familie von Frank Daly in seinem eigenen Haus bedroht, flüchten die ehemaligen Polizisten mit ihren Ehefrauen und Kindern in ein von der Regierung enteignetes Industriegebäude. Dort beschließen sie, das Geld nicht an die Regierung zu übergeben, sondern ihrem Besitzer Norringer zurückzugeben, damit er ihre Familien nicht mehr bedroht. Sie hecken einen Plan aus, um Norringer angesichts der großen Summe persönlich zur Übergabe zu locken.
Auf dem Spielfeld des im Bau befindlichen Baseball-Stadions kommt es zum Kampf, in dem die Ex-Polizisten sich gegenüber den Ganoven durchsetzen und diese töten können.
Schließlich wird Howard Jones feierlich bestattet und das ihm gewidmete und durch das gestohlene Geld finanzierte Baseball-Stadion eingeweiht.

## Kritiken
Janet Maslin schrieb in der New York Times vom 10. März 1990, dass der Film eine Prise des Idealismus beinhalte. Sie lobte die „beeindruckende“ Darstellung von Brian Dennehy und die „klare“ Kameraarbeit.
Die Zeitschrift TVdirekt schrieb in ihrer Ausgabe 18/2006, dass der Film „unentschlossen bleibe“.
Save.TV urteilte, der Film sei „packend“ und die Handlung „komplex“.

## Auszeichnungen
John Mackenzie wurde im Jahr 1990 für einen Preis des Festivals Internazionale del Giallo e del Mistro Cinema Televisione Letteratura (MystFest) nominiert.

## Hintergrund
Der Film spielte in den Kinos der USA rund 1,5 Millionen US-Dollar ein.
Er feierte am 9. März 1990 in den USA seine Premiere und wurde am 1. August 1991 erstmals in Deutschland gezeigt.